# 水交社
水交社是日本海軍省外圍團體於1876年3月21日所創設之日本海軍將校親睦、研究的團體，其名稱來自《莊子》書中「君子之交淡若水」的句子。該組織的總裁是由現役海軍將官的皇族擔任，社長為現任海軍大臣兼任。

## 沿革
明治八年（1875年），日本海軍仿效英國在東京芝公園設立海軍的集會所「山內會議所」:26。次年（1876年）3月21日，山內會議所正式改稱「水交社」，社址位於增上寺真乘院，創設時會員有599名:26。明治廿三年（1890年），水交社遷到東京的築地，長期免費租用海軍用地:26。而到了昭和三年（1928年）5月1日，水交社成為法人組織，稱「財團法人東京水交社」:27。而總部社址在經歷多次搬遷後，於昭和九年（1929年）正式設於芝公園:27。
二次大戰後，隨著日本海軍解散，水交社組織也被解散:34。不過海軍退役人員於昭和七年（1952年）成立了水交會，沿襲水交社的精神，日後並納入自衛隊隊員成為會員:144。會址位於東京的東鄉神社:144。

## 分社
水交社除了東京的總部之外，在日本海軍活動的其他地區也有設置:31。例如1889年，在橫須賀、吳、佐世保等地都設有水交社分社:32。到了二次大戰期間，連新加坡、越南西貢等地也有水交社活動的記錄:32。
根據1944年的水交社名簿，會員共有約3萬7千名，且共有14個分社、27個集會所、5個俱樂部:32。

## 刊物
水交社自1887年3月20日發行《水交雜誌》，後來刊物在1890年改稱《水交社記事》，最後於1944年12月廢刊:29。在這期間內，總計發行了318期:29。

## 相關
- 偕行社：日本陸軍的類似組織。
- 大院子(台北市)
- 水交社 (臺南市)
- 青岛水交社